# 僕たちの高原ホテル
『僕たちの高原ホテル』（ぼくたちのこうげんホテル）は、2013年公開の日本映画。

## ストーリー
幼い頃に両親を亡くした相沢歩は、八ヶ岳のホテル「フォレスト・ハイド・プレイス」で働く祖父の健三郎に育てられたが、その健三郎も15年前に事故で亡くなった。歩は健三郎の死をいまだ受け入れられず、生きる意味を見失っていた。高校を中退してから引きこもりになっていた歩は、望月杏奈の後押しでフォレスト・ハイド・プレイスで清掃員として働くことになるが、変わらず他人に心を開けずにいる。
かつては小さいながらもホスピタリティ溢れる宿として評判だったフォレスト・ハイド・プレイスだが、健三郎の死後は平凡な宿に成り下がっていた。そこへ、沢城柳也がマネージャーとして赴任し、ホテルの立て直しに乗り出す。かつて健三郎のもとで修業をした沢城の提唱する「もてなし術」によって従業員たちの仕事ぶりは変わっていくが、他人に心を開けずにいる歩は沢城とも衝突する。

## キャスト
- 浜尾京介：相沢 歩 - フォレスト・ハイド・プレイスの清掃員。沢城が健三郎のもとで修行していたことは知らない。
- 渡辺大輔：沢城 柳也 - フォレスト・ハイド・プレイスのマネージャー。歩が健三郎の孫であることは知らない。
- 和田琢磨：フォレスト・ハイド・プレイスのホテルマン。
- 髙﨑俊吾：フォレスト・ハイド・プレイスのホテルマン。
- 本田剛文：フォレスト・ハイド・プレイスのホテルマン。
- 馬渕英俚可：望月 杏奈 - フォレスト・ハイド・プレイス出入りの花屋。歩のことを気にかけて世話を焼く。
- 諏訪太朗：板倉 芳生 - フォレスト・ハイド・プレイスの清掃員。歩のただ一人の同僚。
- 小倉一郎：宮川 敦 - フォレスト・ハイド・プレイスの料理長。料理長といってもホテルでただ一人の料理人である。突然の胃潰瘍で入院する。
- 河原崎建三：相沢 健三郎 - 歩の祖父。かつてロンドンで沢城の指導に当たった。

## 製作
渡辺大輔と浜尾京介がシリーズで共演を続けた映画『タクミくんシリーズ』の監督を務めた横井健司が、「この2人でまた何かできないか」と考え、本作制作に至った。監督のほかスタッフも『タクミくんシリーズ』に携わってきたスタッフである。
映画の舞台となるホテル「フォレスト・ハイド・プレイス」の撮影に使用されたのは、テレビドラマ『高原へいらっしゃい』でも使われた八ヶ岳高原海ノ口自然郷の施設「八ヶ岳高原ヒュッテ」である。出演者によれば、撮影期間は一週間であったと明かされている。

### スタッフ
- 監督：横井健司
- 脚本：金杉弘子
- 製作・プロデューサー：三木和史
- 企画統括：根岸悟、笹木孝弘
- プロデューサー：片山武志、中村美香
- 音楽：遠藤浩二
- 主題歌：柳めぐみ「I Believe」
- 美術：畠山和久
- 特別協力：八ヶ岳高原ロッジ
- 製作：日本出版販売、ポニーキャニオン、ビデオプランニング
- 制作・配給：ビデオプランニング

## 公開
2013年9月28日より東京・シネマート新宿にて上映。大阪はシネマート心斎橋、名古屋はシネマスコーレにて上映された。
公開前週に大阪・名古屋・東京で完成披露試写会を開催。公開5日前の9月23日は、全電通労働会館ホールにて完成披露試写会および出演者・監督による舞台挨拶が行われた。本作公開直前の2013年9月15日から27日の間、シネマート新宿にて、渡辺・浜尾が主演の『タクミくんシリーズ』4作品を一挙上映するイベントが開催された。

## DVDリリース
- 『僕たちの高原ホテル』（2013年12月18日、ポニーキャニオン）
- 『メイキング・オブ 僕たちの高原ホテル 〜紳士のおもてなし〜』（2013年8月30日、ポニーキャニオン）